# Кејп Меј Појнт (Њу Џерзи)
Кејп Меј Појнт (енгл. Cape May Point) град је у америчкој савезној држави Њу Џерзи.

## Демографија
По попису из 2010. године број становника је 291, што је 50 (20,7%) становника више него 2000. године.
| Група             | 2000.       | 2010.       |
| Белци             | 225 (93,4%) | 275 (94,5%) |
| Афроамериканци    | 5 (2,1%)    | 8 (2,7%)    |
| Азијати           | 1 (0,4%)    | 1 (0,3%)    |
| Хиспаноамериканци | 4 (1,7%)    | 1 (0,3%)    |
| Укупно            | 241         | 291         |